# Philodendron membranaceum
Philodendron membranaceum är en kallaväxtart som beskrevs av Eduard Friedrich Poeppig. Philodendron membranaceum ingår i släktet Philodendron och familjen kallaväxter.
Artens utbredningsområde är Peru. Inga underarter finns listade.